# Kono Manga ga sugoi!
Kono Manga ga sugoi! (このマンガがすごい!, litt. « Ce manga est génial ! ») est un mook de référence publié annuellement par Takarajimasha qui présente des classements annuels et des critiques de mangas. Les classements sont compilés en interrogeant des professionnels de l'industrie du manga et de l'édition. La série fait partie des autres séries de mook de Takarajimasha, notamment Kono eiga ga sugoi!, qui se concentre sur le cinéma ; Kono Mystery ga sugoi!, qui se concentre sur les romans policiers ; et Kono light novel ga sugoi!, qui se concentre sur les light novel.

## Historique
Il est à l'origine publié en 1996, en 1997 et en 2004 sous la forme d'un numéro supplémentaire du Bessatsu Takarajima, sous le nom de Bessatsu Takarajima: Kono Manga ga erai! (別冊宝島 このマンガがえらい!, litt. « Ce manga est génial ! »).
En 2005, la rédactrice en chef de Kono eiga ga sugoi!, Yuiko Amano, a pris les choses en mains, créant une version annuelle dans le même style que Kono Mystery ga sugoi! et Kono light novel ga sugoi!, avec une publication en décembre.

## Liste des mangas classés en première position par édition
| Édition | Homme                                                       | Homme | Femme                                        | Femme                                                           |
| Édition | Titre                                                       | Auteur(s) | Titre                                        | Auteur(s)                                                       |
| ------- | ----------------------------------------------------------- | --- | -------------------------------------------- | --------------------------------------------------------------- |
| 2006    | Pluto                                                       | Naoki Urasawa | Honey & Clover                               | Chika Umino                                                     |
| 2007    | Detroit Metal City                                          | Kiminori Wakasugi | Honey & Clover                               | Chika Umino                                                     |
| 2008    | 81diver (ja)                                                | Yokusaru Shibata (ja) | Sawako                                       | Karuho Shiina                                                   |
| 2009    | Les Vacances de Jésus et Bouddha                            | Hikaru Nakamura | Kids on the Slope                            | Yuki Kodama                                                     |
| 2010    | Bakuman                                                     | Tsugumi Ōba & Takeshi Obata                                                                                               | Chihayafuru                                  | Yuki Suetsugu                                                   |
| 2011    | L'Attaque des Titans                                        | Hajime Isayama | HER                                          | Tomoko Yamashita (ja)                                           |
| 2012    | Black Jack sōsaku hiwa: Tezuka Osamu no shigotoba kara (ja) | Masaru Miyazaki (ja) (scénario) & Koji Yamamoto (ja) (dessin)                                                             | Hana no zubora-meshi (ja)                    | Masayuki Kusumi (ja) (scénario) & Etsuko Mizusawa (ja) (dessin) |
| 2013    | Terra Formars                                               | Yū Sasuga (ja) (scénario) & Michio Fukuda (ja) (dessin)                                                                   | Mon histoire                                 | Kazune Kawahara (ja) (scénario) & Aruko (ja) (dessin)           |
| 2014    | Assassination Classroom                                     | Yūsei Matsui | Sayonara Sorcier (ja)                        | Hozumi (ja)                                                     |
| 2015    | A Silent Voice                                              | Yoshitoki Ōima | Chi-chan wa chotto tarinai (ja)              | Tomomi Abe                                                      |
| 2016    | Gloutons et Dragons                                         | Ryoko Kui (ja) | Otaku Otaku                                  | Fujita                                                          |
| 2017    | Chūkan kanriroku Tonegawa (ja)                              | Tensei Hagiwara (scénario), Tomohiro Hashimoto (ja) (dessin), Tomoki Miyoshi (dessin) & Nobuyuki Fukumoto (collaboration) | Kin no kuni, mizu no kuni                    | Nao Iwamoto (ja)                                                |
| 2018    | The Promised Neverland                                      | Kaiu Shirai (scénario) & Posuka Demizu (dessin)                                                                           | Marronnier ōkoku no shichinin no kishi       | Nao Iwamoto (ja)                                                |
| 2019    | A Journey beyond Heaven                                     | Masakazu Ishiguro | BL Métamorphose                              | Kaori Tsurutani                                                 |
| 2020    | Spy × Family                                                | Tatsuya Endo | Sayonara Mini Skirt (ja)                     | Aoi Makino (ja)                                                 |
| 2021    | Chainsaw Man                                                | Tatsuki Fujimoto | Hoshi dans le jardin des filles              | Yama Wayama                                                     |
| 2022    | Look Back                                                   | Tatsuki Fujimoto | Ocean Rush                                   | John Tarachine                                                  |
| 2023    | The Summer Hikaru Died                                      | Mokumokuren | Tenmaku no Jadūgal: A Witch's Life in Mongol | Tomato Soup                                                     |
| 2024    | Daiyamondo no Kōzai (en)                                    | Ōhashi Hirai | Umibe no Stove: Ōshiro Kogani Tanpenshū      | Kogani Ōshiro                                                   |

## Publications
| Titre | Date de sortie    | ISBN                  |
| --- | ----------------- | --------------------- |
| Bessatsu Takarajima: Kono Manga ga sugoi! (別冊宝島 このマンガがすごい!)                                                                           | 16 mai 1996       | NC                    |
| Bessatsu Takarajima: Kono Manga ga erai! (別冊宝島 このマンガがえらい!)                                                                            | 1er janvier 1997  | NC                    |
| Bessatsu Takarajima ketteihan!!: Kono Manga ga sugoi! Manganabi gensen 1328 sakuhin (別冊宝島 決定版!! このマンガがすごい! マンガナビ厳選1328作品) | 26 février 2004   | NC                    |
| Kono Manga ga sugoi! 2006 Otoko-ban (このマンガがすごい! 2006・オトコ版)                                                                           | 1er décembre 2005 | (ISBN 4796650172)     |
| Kono Manga ga sugoi! 2006 On'na-ban (このマンガがすごい! 2006・オンナ版)                                                                           | 1er décembre 2005 | (ISBN 4796650199)     |
| Kono Manga ga sugoi! 2007 Otoko-ban (このマンガがすごい! 2007・オトコ版)                                                                           | 5 décembre 2006   | (ISBN 4796655670)     |
| Kono Manga ga sugoi! 2007 On'na-ban (このマンガがすごい! 2007・オンナ版)                                                                           | 5 décembre 2006   | (ISBN 4796655697)     |
| Kono Manga ga sugoi! 2008 (このマンガがすごい! 2008)                                                                                               | 4 décembre 2007   | (ISBN 978-4796661416) |
| Kono Manga ga Sugoi! Side B (このマンガがすごい! SIDE-B)                                                                                           | 8 août 2008       | (ISBN 978-4796664653) |
| Kono Manga ga sugoi! 2009 (このマンガがすごい! 2009)                                                                                               | 5 décembre 2008   | (ISBN 978-4796667173) |
| Kono Manga ga sugoi! 2010 (このマンガがすごい! 2010)                                                                                               | 10 décembre 2009  | (ISBN 978-4796675154) |
| Kono Manga ga sugoi! 2011 (このマンガがすごい! 2011)                                                                                               | 10 décembre 2010  | (ISBN 978-4796679602) |
| Kono Manga ga sugoi! 2012 (このマンガがすごい! 2012)                                                                                               | 10 décembre 2011  | (ISBN 978-4796688321) |
| Kono Manga ga sugoi! 2013 (このマンガがすごい! 2013)                                                                                               | 10 décembre 2012  | (ISBN 978-4800204516) |
| Kono Manga ga sugoi! 2014 (このマンガがすごい! 2014)                                                                                               | 9 décembre 2013   | (ISBN 978-4800219817) |
| Kono Manga ga sugoi! 2015 (このマンガがすごい! 2015)                                                                                               | 10 décembre 2014  | (ISBN 978-4800235824) |
| Kono Manga ga sugoi! 2016 (このマンガがすごい! 2016)                                                                                               | 10 décembre 2015  | (ISBN 978-4800247315) |
| Kono Manga ga sugoi! 2017 (このマンガがすごい! 2017)                                                                                               | 10 décembre 2016  | (ISBN 978-4800264497) |
| Kono Manga ga sugoi! 2018 (このマンガがすごい! 2018)                                                                                               | 9 décembre 2017   | (ISBN 978-4800278319) |
| Kono Manga ga sugoi! 2019 (このマンガがすごい! 2019)                                                                                               | 11 décembre 2018  | (ISBN 978-4800290014) |
| Kono Manga ga sugoi! 2020 (このマンガがすごい! 2020)                                                                                               | 11 décembre 2019  | (ISBN 978-4299000897) |
| Kono Manga ga sugoi! 2021 (このマンガがすごい! 2021)                                                                                               | 14 décembre 2020  | (ISBN 978-4299012029) |
| Kono Manga ga sugoi! 2022 (このマンガがすごい! 2022)                                                                                               | 9 décembre 2021   | (ISBN 978-4299023896) |
| Kono Manga ga sugoi! 2023 (このマンガがすごい! 2023)                                                                                               | 14 décembre 2022  | (ISBN 978-4299037374) |